# Ihor Czajkowski
Ihor Hennadijowycz Czajkowski, ukr. Ігор Геннадійович Чайковський (ur. 7 października 1991 w Czerniowcach) – ukraiński piłkarz, grający na pozycji pomocnika.

## Kariera piłkarska

### Kariera klubowa
Wychowanek klubów Bukowyna Czerniowce, a potem Szachtar Donieck, barwy których bronił w juniorskich mistrzostwach Ukrainy (DJuFL). Karierę piłkarską rozpoczął 3 kwietnia 2008 w trzeciej drużynie Szachtara. Na początku 2010 został wypożyczony do Zorii Ługańsk. Latem 2011 przeszedł na zasadach wypożyczenia do Illicziwca Mariupol. Przed rozpoczęciem sezonu 2012/13 klub wykupił kontrakt piłkarza, ale już w końcu sierpnia 2012 został wypożyczony do Zorii Ługańsk. 9 lipca 2013 Zoria wykupiła transfer piłkarza. 19 czerwca 2017 przeszedł do Anży Machaczkała. 22 stycznia 2019 wrócił do Zorii.

### Kariera reprezentacyjna
Występował w juniorskich reprezentacjach U-16, U-17, U-18, U-19 oraz młodzieżowych reprezentacjach U-20 i U-21.

## Sukcesy i odznaczenia
- mistrz Europy U-19: 2009